# 台灣社會住宅
台灣社會住宅（英語：Taiwan social housing） ，台灣針對「社會住宅」的推動過程及政策。

## 背景
台灣因為年代法源和地方政府政策施行而有不同名稱之社會住宅，例如平價住宅、出租國宅、公營住宅、青年住宅、勞工住宅等。「住宅法」於2012年實施（2011年公布），除了宣示政府對於人民居住品質的提升，該法依「保障人民居住正義精神」，規範當中的「住宅補貼（第八條以下）」、「社會住宅（第十四條以下）」以及「國家對住屋市場的調節機制（第三十九條以下）」，亦揭櫫了國家對於住房政策轉向實現「福利國家（Welfare State）」的趨勢。台灣社會住宅廣義概念傾向於那些因受某種政府補貼（土地、利息、稅賦等）的租賃住宅，以低於市場租金的方式供社經弱勢人民租用者。法定狹義社會住宅之定義則見於2011年公布住宅法第3條：社會住宅為由政府興辦或獎勵民間興辦，專供出租之用，並應提供至少百分之三十以上比例出租予具出租予經濟或社會弱勢者之住宅。中央政府推動社會住宅兩大政策為行政院2011年核定之「社會住宅短期實施方案」，選定台北市與新北市5處試辦基地興建；另為2014年核定之「社會住宅中長期推動方案」，目標預定在2023年前興建15,100 戶。根據內政部2011年公布之社會住宅中長期推動方案與民間社會住宅推動聯盟統計資料，台灣目前廣義「只租不賣」之社會住宅比例僅佔全國住宅總量之0.08%，但符合住宅法定義之狹義社會住宅目前則未有實際案例存在。

## 政策發展
民國88年起，台灣住宅政策主要方向為供給導向，70年代台灣房地產隨著經濟發展逐漸飆漲，為使中低收入家戶得以購買合理價位住宅，致民國65年發布「國民住宅條例」，推動以政府主動供給之國民住宅興建。前期政策由政府直接興建出售，其後獎勵民間興建及提供購置住宅貸款補貼等方式，皆以提升國人及中低收入之住宅自有率為目標。在傳統「有土斯有財」觀念下，台灣自有住宅率高達80％，政府推行住宅政策多以興建「出售」之國民住宅、合宜住宅或補貼民眾購屋，在「整體住宅實施方案」中亦具體表達政府對補貼對象及補貼方式之選擇及其之價值觀。在這樣的社會風氣下，中央與地方政府不重視保障弱勢族群的社會住宅之興建，在「民國101-104年整體住宅實施方案」中僅見1,600戶社會住宅是由中央政府支付，可以看出政府對於社會住宅政策的不重視。台灣廣義的社會住宅首見於民國70 年代，當時政府興建之國民住宅中，有一小部分做為出租使用，供特定比例收入下之弱勢家庭或族群以低於市場租金入住，不過，相較於出售國宅部分，出租部分的數量始終不足。根據營建署統計資料，歷年由政府直接興建之國宅約174,891戶 ，但民國 101 年至民國 104 年整體住宅政策實施方案中提及之出租國宅數量統計，99年全年出租國宅戶數全國僅計 371戶。另外，台北市亦有一批供低收入戶家庭借住的平價住宅。
民國94年內政部公布「民國97-100年整體住宅實施方案」中，首見「社會住宅」一詞。民國99 年，當時面臨高房價下居住問題最嚴重的臺北市與新北市適逢五都選舉期間，在民間團體及各界關注要求下，興建社會住宅成為各黨候選人政見。時任台北市長候選人郝龍斌於選舉公報明言擴大提供出租住宅，達到4 萬 5 千戶的目標，以低於市價的方式出租予民眾，更提出計畫於仁愛路帝寶附近的空總基地，推出「小帝寶社會住宅」，引發社會各界高度關注；蘇貞昌則提倡應再增加適合無自有住宅老人居住的社會住宅，以及在學校鄰近地區興建只租不賣的社會住宅，專供學生租用。時任新北市長候選人朱立倫則表示將打造有租有售的「捷運青年社會住宅」；蔡英文的住宅政策則是主張透過公辦都市更新、捷運聯合開發和容積率獎勵等多種方式，取得一定數量便利交通和良好居住環境的社會住宅，更以黨主席身分表示社會住宅是民進黨五都的選舉政見，也列為民進黨「十年政綱」長期施政的目標。在民間團體倡議下，馬英九總統更於10 月13 日接見社會住宅推動聯盟，順勢宣示推動社會住宅並在雙北市釋出五處基地進行試辦，經內政部於 10 月31 日向馬總統報告「社會住宅實施方案」後，馬總統裁示：
1. 確立租金補貼為主，興建社會住宅為輔之原則。
2. 無法透過租金補貼，在市場上租到合適住宅之弱勢者，政府有義務提供公有出租住宅。
3. 請內政部在大台北都會區，於兩週內篩選一定數量之土地，著手與相關部會及地方政府研議，準備興建1,000至2,000戶之社會住宅。

後行政院於民國100 年6 月16日核定「社會住宅短期實施方案」，同年通過《住宅法》，其第三章明訂社會住宅法源基礎。後續內政部於民國 97 年至100 年檢討整體住宅政策實施方案，研擬新版「整體住宅政策實施方案(101 至104 年)」，並擬定「健全房屋市場專案」與「社會住宅短期實施方案」，持續整合相關住宅補貼「整體住宅政策實施方案(101 至104 年)」為我國現階段推動社會住宅策略，策略如下： 
1. 推動社會住宅短期實施方案，建立地方政府興辦社會住宅中長期推動模式。
2. 推動社會住宅中長程實施方案，研擬我國社會住宅中長程推動方向與多元開發策略。
3. 結合第三部門推動，結合民間力量推動社會住宅，民間興辦機構發展與培力。

### 社會住宅短期實施方案概要
推動台北市與新北市萬華青年段、松山寶清段、三重大同南段、三重同安厝段及中和秀峰段等5處試辦基地之興辦，共計1,856戶。將由中央補助土地價款約33億元，至於實際興辦及後續維護管理則由地方政府辦理。各基地混居比例、安置照顧對象、入住者資格條件、審核方式（評點）、租金額度及租賃期限等，由地方政府依據個案當地人口結構、基地特性、定位與社會需求訂定之。臺北市政府松山寶清段及萬華青年段已分別於103年4月8日、5月12日取得建築執照；新北市政府業於102年12月3日(中和區)及12月10日(三重區)舉行開工動土典禮。五處興辦地點如下表所示：
| 序號 | 地號         | 基地面積(m2) | 預計戶數 | 現況                           |
| ---- | ------------ | ------------ | -------- | ------------------------------ |
| 1    | 萬華青年段   | 4,081        | 270      | 2013年通過都審，預計2016年完工 |
| 2    | 松山寶清段   | 9,391        | 507      | 2013年通過都審，預計2016年完工 |
| 3    | 三重大同南段 | 3,081        | 1142     | 採BOT方式開發，預計2016年完工  |
| 4    | 三重同安厝段 | 1,857        | 1142     | 採BOT方式開發，預計2016年完工  |
| 5    | 中和秀峰段   | 12,086       | 1142     | 採BOT方式開發，預計2016年完工  |
| 總計 | -            | 30,496       | 1856     | -                              |

### 社會住宅中長期推動方案概要
103年1月6日奉行政院核定在案，以勘選合適國宅用地興辦社會住宅，鼓勵閒置校園或公有閒置建築物改建社會住宅及納入各地方政府社會住宅推動計畫為主要內容，後續將儘速辦理相關事宜，以提供優質社會住宅，優先照顧弱勢者及青年居住需求。預定從103 年至112 年期間，花費67 億預算興建15,100 戶。

### 大事記年表
- 2005年（民國94年）：
  - 內政部「民國97-100年整體住宅實施方案」首見「社會住宅」一詞 。
- 2010年（民國99年）：
  - 民間「社會住宅推動聯盟」成立，發起團體有少年權益聯盟、老人福利聯盟、伊甸基金會、社區居住聯盟、社會福利總盟、康復之友聯盟、都市改革組織、崔媽媽基金會、勞工陣線、智障者家長總會、殘障聯盟、勵馨基金會。
  - 內政部提出「社會住宅實施方案初步構想」，為因應「社會住宅推動聯盟」於2010年10月13日拜會馬總統，建議政府應儘速興建只租不賣的社會住宅所構想。
  - 因2010年五都選舉政治壓力下，行政院規劃「社會住宅短期實施方案」提出5處社會住宅，計畫推動臺北市及新北市5處試辦基地興辦1,661戶社會住宅。
  - 社會住宅推動聯盟首辦「台灣社會住宅論壇」，探討台灣社會住宅根本問題與未來方向。
- 2011年（民國100年）：
  - 行政院公布「整體住宅政策實施方案(101 至104 年)」，規劃推動社會住宅策略。
  - 12 月 30 日公布「住宅法 」，第三章納入「社會住宅」章節。
- 2013年（民國102年）：
  - 內政部營建署通過「民間興辦社會住宅申請審查辦法」、「社會住宅經營管理評鑑及獎勵辦法」及「政府接管民間興辦社會住宅辦法」等3項社會住宅相關子法草案，賦予民間興辦社會住宅法源依據。
  - 伊甸基金會在臺南市大林國宅推出首棟由民間興辦的「伊甸大林雙福園區」社會住宅[11]。
- 2014年（民國103年）：
  - 社會住宅中長期推動方案，10年目標15,100戶(2014-2023年) ，預計至112年將補助地方政府在全國都會區興建15,100戶以上的社會住宅。
  - 桃園縣八德合宜住宅弊案，多個民間團體籲政府廢止合宜住宅，改推社會住宅。
- 2020年（民國109年）：
  - 內政部依『國家住宅及都市更新中心設置條例』第3條第7款規定指示國家住宅及都市更新中心(國家住都中心)興辦社會住宅。
  - 截至111年1月底國家住都中心社宅興辦進度已決標15,660戶。依內政部不動產資訊平台累計全臺興辦社宅123,751戶[12]。

## 現況
內政部「民國101年至民國104年整體住宅政策實施方案」指出截至100 年3 月底止，政府統計提供廣義之社會住宅約98萬6 千餘宅，比例約佔全國住宅總量791 萬8 千餘宅（100 年第1 季資料）之12.45％，但此數據包括以往一切經政府補貼之住宅。而社會住宅推動聯盟統計，台灣現有社會住宅數量僅佔住宅總量0.08%，相較鄰近亞洲各國社會住宅占住宅總量比例皆高於台灣，例如日本 6.06%、香港 29%、新加坡 8.7%、荷蘭 34%、英國 20%、丹麥 19%、芬蘭 18%、瑞典 18%、歐盟平均 14%、美國 6.2%。

### 台灣實際存在之「廣義社會住宅」
- 現今已有之社會住宅[13]：

1. 國宅條例下管理的出租國宅，其中不少原為出售而興建，後因區位不當，滯銷而改為國宅出租，目前共有4,786宅。
2. 台北市、新北市、及高雄市社會局為照顧特殊住戶的房宅（平價住宅），目前共2,265宅。
3. 臺北市老人住宅、婦女中途之家、都市更新中繼住宅。
4. 臺北市政府公營出租住宅中供經濟社會弱勢者居住之出租住宅，目前有大龍峒公營住宅、行天宮公營住宅、敦煌公營住宅[14]。
5. 新北市原住民專案出租住宅。
6. 臺南市大林國宅首棟民間興辦之「伊甸大林雙福園區」社會住宅。
7. 高雄市原住民族住宅、勞工租賃住宅、單親家園。

- 未來規劃及興建中之社會住宅：

1. 社會住宅中長期推動方案中10年目標15,100戶的社會住宅。
2. 社會住宅短期實施方案下之松山寶清段基地和萬華青年段基地等。
3. 台北其他興建及規劃中之公營住宅，包括老舊公有住宅更新改建、公有土地開發興建、捷運聯合開發分回住宅、市有地參與都市更新分回等方式進行，例如安康平宅改建、台肥出租國宅改建、廣慈博愛院改建案等。
4. 新北市捷運三環三線之社會住宅。
5. 新北市青年住宅，對象以20-40 歲青年為主，租金為市價八折、租期四年。目前已完成11 戶（含2 戶公益性空間），預計於108 年底增加3610 戶，興辦方式則設定以多元模式，包括BOT、公有建築改建並增加容積、整體開發地區釋出等。
6. 桃園市八德合宜住宅弊案發生後，新公布之「1515照顧您」住宅計畫，決定自行興辦社會住宅，未來八德地區將出現一種結合公共福利設施的「升級版」社會住宅[15]。

### 未來社會住宅需求之分析與檢討
2014年審計部公布民國102年度中央政府總決算審核報告中指出，全國經濟或社會弱勢家庭沒有自有住宅者，合計有39萬4715戶，其中有社會住宅需求者為32萬8164戶，但根據內政部今年1月6日核定「社會住宅中長期推動方案」中統計現階段全國社會住宅供給戶數約6813戶，僅為需求量的2.08%。報告書更提及為提升民間投資興辦、提供社會住宅，宜研議建立推動都市更新或民間開發案的增額容積興辦社會住宅機制等相關配套措施，以提高社會住宅供給量，滿足弱勢民眾的需求。
對於未來社會住宅之需求，官方曾進行數份不同之調查分析報告，包括社會住宅需求調查綜合報告(2011)、社會住宅中長期推動方案中之社會住宅需求推估、社會住宅推動策略規劃(2011)等，其中以社會住宅需求調查綜合報告(2011)之調查方法，透過公務資料庫取得調查母體採分層隨機抽樣，以電話查訪、通信調查與實地查訪所得調查數共328,164 戶較為準確。但「社會住宅中長期推動方案」設定目標卻僅為十年目標15,100戶，相較鄰近諸國目標（例如香港五年七萬五戶、美紐約四年二十萬)相對侷限且決心不足。

### 2014 - 2018 年六都社會住宅政策成果
自2011年台北市推出第一處「大龍峒公營住宅」後，社會住宅政策開始從制度研擬、資源統籌、規劃設計、施工興辦，正逐步發展中。截至2018年8月，檢視六都政府推動社會住宅政策成果，共分四項：興辦社會住宅、運用市場租屋資源、多元與社會創新、行政組織準備。

#### 臺北市
-已招租12處，共2,098戶。（透過直接興建、都更與捷運聯合開發分回等，累計至郝龍斌市長任期。）
-已完工1處，共137戶。
-興建中12處，共4,419戶。
-規劃中20處，預計提供7,817戶。
-未來台北市公宅將累積達19,963戶。

#### 新北市
-已招租10處，共5,218戶。（透過BOT、公有宿舍整建、公有房舍合建、容積獎勵建商捐贈、安置住宅分回、浮洲合宜住宅、內政部林口世大運社宅等，累計至朱市長前一任期。）
-興建中3處，共1,381戶。
-規劃中11處，預計提供3,227戶。
-未來新北市社宅將累積達10,237戶。

#### 桃園市

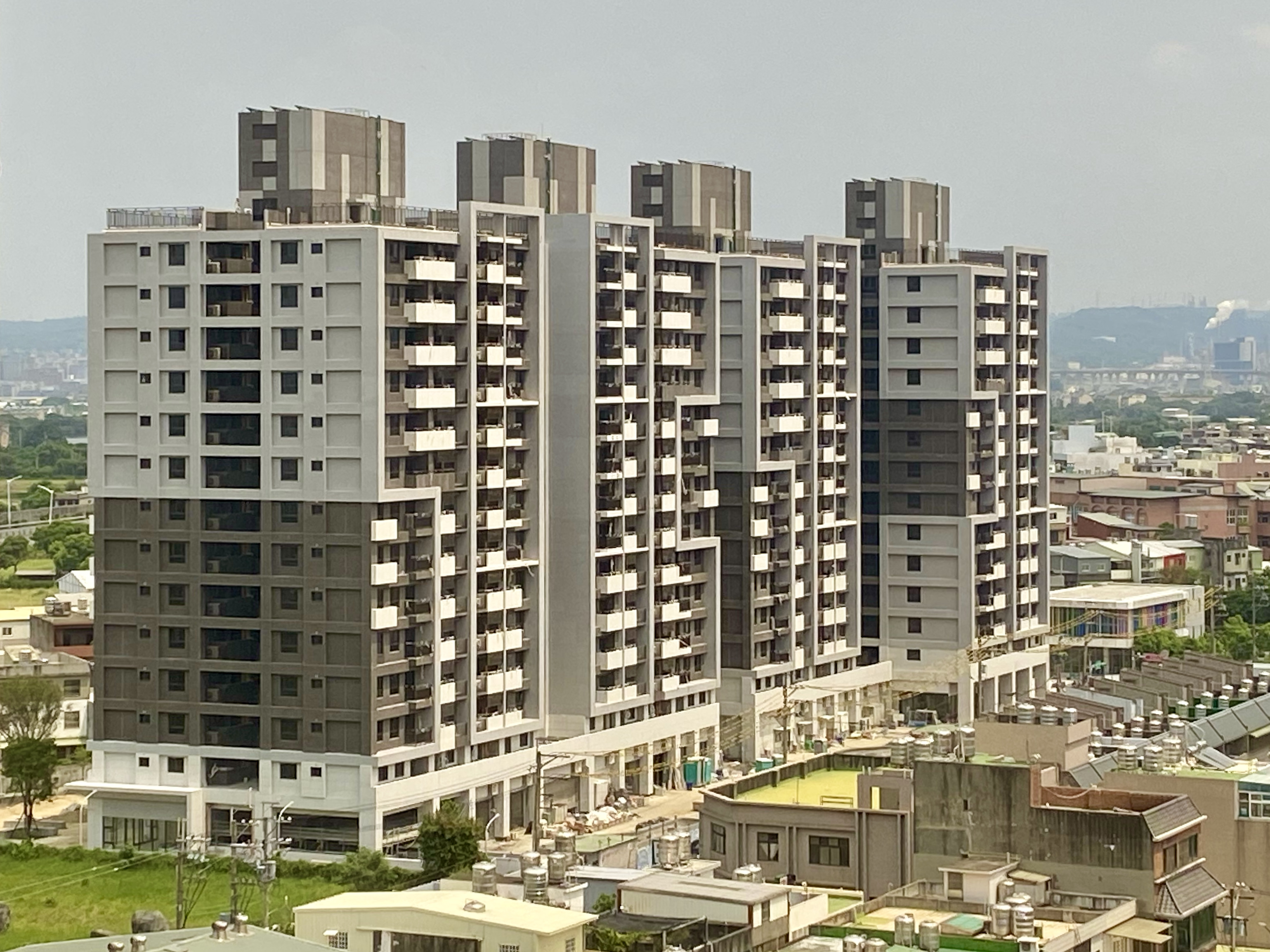
桃園市蘆竹二號社會住宅

-已招租1處，225戶。(A7合宜住宅出租部分，租期5年，便歸還建商出售。)
-興建中4處，共1,439戶。
-規劃中27處，預計提供10,780戶。
-未來桃園市社宅將累積達12,444戶。

#### 臺中市
-已招租1處，共200戶。
-興建中4處，共911戶。
-規劃中14處，預計提供5,635戶。
-未來台中市社宅將累積達6,746戶

#### 臺南市
-規劃中4處，預計提供580戶。
-未來台南市社宅將累積達580戶。

#### 高雄市
-已招租2處，共74戶。(透過包租台電宿舍與整建公有住宅。)
-規劃中2處，預計提供293戶。
-未來高雄市社宅將累積達608戶

#### 臺北市
-106年「整合住宅補貼資源實施方案」租金補貼戶數9,602戶，107年計劃戶數10,000戶。
-開辦「台北輕鬆住-租金分級補貼加班列車」，依家庭收入與人口數，提供每月3,000-11,000元分級租金補貼。(同中央租補對象，家庭年所得低於125萬元，且平均每人每月平均所得低於56,550元。)
-開辦「社會住宅包租代管試辦計畫」，已媒合339戶。

#### 新北市
-106年「整合住宅補貼資源實施方案」租金補貼戶數13,000戶，107年計劃戶數13,000戶。
-辦理「新北市捷運青年住宅租金補貼」，提供每月2400元租金補貼。(年滿18歲以上未滿40歲，單身或新婚者，家庭年收入合計低於115萬以下且每人每月平均收入低於47,950元)
-開辦「社會住宅包租代管試辦計畫」，已媒合142戶。

#### 桃園市
-106年「整合住宅補貼資源實施方案」租金補貼戶數8,953戶，107年計劃戶數10,000戶。
-辦理「青年租金補貼」，提供每月4000元租金補貼。(年滿18歲以上未滿40歲單身青年，家庭年收入低於120萬元且每人每月平均收入低於4萬7,922元)
-開辦「社會住宅包租代管試辦計畫」，已媒合137戶。

#### 臺中市
-106年「整合住宅補貼資源實施方案」租金補貼戶數7,296戶，107年計劃戶數7,460戶。
-開辦「社會住宅包租代管試辦計畫」，已媒合207戶。

#### 臺南市
-106年「整合住宅補貼資源實施方案」租金補貼戶數4,200戶，107年計劃戶數4,606戶。
-預計107年9月開辦「添好運租金補貼方案」，提供每月3200元租金補貼。(20至35歲青年，符合無自用住宅、家庭年所得低於標準，及兩年內新婚，或育有未成年子女之資格者。)
-開辦「社會住宅包租代管試辦計畫」，已媒合32戶。

#### 高雄市
-106年「整合住宅補貼資源實施方案」租金補貼戶數9,630戶，107年計劃戶數10,000戶。
-開辦「社會住宅包租代管試辦計畫」，已媒合150戶。

#### 臺北市
-執行「公共住宅分級租金補貼」，健康公宅提供家庭所得40分位以下家庭，依所得級距進行補貼。
-執行「公共住宅青年創新回饋計畫」，健康公宅共徵選35戶，提出親子活動、法律諮詢、醫藥服務、社區互動等社區回饋。
-推動「公共住宅智慧化」，應用於設計興建與管理維護，東明公宅將做為台北市第一處智慧社區。
-台北市公辦民營陽明老人公寓試辦「青銀共居」方案，提供4間房，徵選8名文化大學學生入住，陪伴長者與提供服務。

#### 新北市
-執行「青銀共居Longstay計畫」，於三峽社宅提供3戶，徵選10位青銀室友共居，進行世代交流。
-執行「青年共居計畫」，於永和國光社宅提供5戶，徵選10位青年，一起打造「共享客廳」，及運用自身專才參與社區營造事務。
-社宅結合社福居住與服務空間，永和秀朗社宅提供8戶為婦女協助專案住宅，永和國光社宅提供4戶為青少年就業協助、培力等服務基地。

#### 桃園市
-透過社會住宅樣品屋，開放民眾參觀，推廣桃園社宅。

#### 臺中市
-進行「共好社宅豐原安康段種子行動提案」，徵選4戶種子住戶，回饋協助進行社造。
-與中國醫藥大學附設醫院合作，於豐原安康段社宅設置「健康關懷服務站」。
-豐原安康段、大里光正段及太平育賢段社會住宅由「好辦社計」打造參與式公共藝術。

#### 臺南市
-<缺>

#### 高雄市
-進行「鳳山共合宅－青年多元服務住居計畫」，提供14戶，進行青年創意徵選入住。

#### 臺北市
-市政會議通過「公宅管理公司設置自治條例草案」，辦理公共住宅出租、物業管理及建物維修等居住服務。（議會尚未通過）
-修正「台北市社會住宅出租辦法」。

#### 新北市
-市政會議通過「新北市居住服務中心設置自治條例草案」，預計成立經營管理部，負責社會住宅營運。（議會尚未通過）
-發布「新北市社會住宅承租辦法」。
-公告修正「都市更新建築容積獎勵核算基準」，都更案申請容積獎勵超過30％，須強制捐贈包括社會住宅等公益設施，上限為15％。

#### 桃園市
-桃園市政府成立住宅發展處，編列15億元住宅基金推動社會住宅。
-擬定「桃園市社會住宅出租辦法」草案。

#### 臺中市
-「台中市社會住宅出租辦法」發布實施。
-成立「住宅發展工程處」，下設四科專責推動社會住宅興辦及各項住宅相關業務。

#### 臺南市
-「臺南市社會住宅出租辦法」

#### 高雄市
-「高雄市社會住宅出租辦法」

## 爭議

### 社會住宅之定義混淆
社會住宅之法定定義，由2011年公布之住宅法來看，其中第3條規定社會住宅為由政府興辦或獎勵民間興辦，專供出租之用，並應提供至少百分之十以上比例出租予具特殊情形或身分者之住宅。但廣義來看，社會住宅概念係以政府直接興建、補助興建或民間興建的房屋，採只租不賣模式，以低於市場租金或免費出租給所得較低的家戶或特殊的弱勢對象的住宅。不過，目前台灣現有之社會住宅有符合法定規定應提供至少百分之十以上比例出租予弱勢族群者，還未有實際案例存在。

### 社會住宅標籤化與鄰避效應
台灣社會住宅一詞在社會大眾的想法為提供給社會排除人口居住之住宅，將有影響附近住宅品質之虞而遭致反對。內政部於99年12月12日舉辦之居民座談會中，居民紛紛表示同意興建社會住宅，但強烈反對興建於其住家附近，可以看出社會住宅已被邊緣化，不容易被附近居民接受。不過，根據營建署於 100 年度進行全國「社會住宅需求調查」，其中支持政府興建「只租不賣社會住宅」的民眾高達八成九，更有七成八的民眾接受與社區混在一起的「社會住宅」蓋在住家附近。但實際上，每當台北市政府宣布欲興建社會住宅的地點，預定地周遭居民便有抗議，原因多為深怕房價下跌、環境受破壞、容易有社會問題發生等。2010年大台北地區預定於松山區、萬華區、中和等地興建社會住宅，即遭當地居民強烈反對與抗議，主要訴求在於政府應以公共建設為首要政務，如綠地、停車場，而非興建社會住宅 。不過台北市都市發展局在青年段及寶清段兩基地辦理多場地區說明會後，先後各完成兩次電話民意調查工作，民意調查之結果：萬華區青年段第一階段民調結果74.1％民眾贊成、11.8％反對；第二階段民調結果73.7％民眾贊成、13.3％反對。而松山區寶清段第一階段民調結果56.6％贊成、26.3％反對；第二階段民調結果51.2％贊成、31.5％反對。可以看出經過政府說明後，周邊居民對於社會住宅一詞能有正確的理解。
台北市長郝龍斌在99年12月30日行政院會上建議吳敦義院長，社會住宅應正名，正名為公營國宅，同時由中央授權地方政府因地制宜辦理。而社會住宅推動聯盟則認為多與當地民眾溝通，能改變大眾對社會住宅的觀感，台北市萬華與松山區，經過座談與民調，發現萬華區有高達八成以上的民眾贊成有社會住宅，松山區也有五成以上，顯示只要經過良好倡導，大部分的人不會極力反對。
2013年民進黨立委鄭麗君為了解決都市籠民現象，提案修正住宅法第三條，要將社宅保障弱勢比例從十％調高至卅％，盼興建6千戶社會住宅，但此提案卻遭國民黨團封殺。時任內政部長李鴻源認為興建社會住宅出租給中低收入戶將產生「鄰避效應」，因為附近屋主會害怕房子被標籤化，影響房價、收不到租金等。因此將改提出「租屋媒合平台辦法」來當作替代方案。

### 政府帶頭排除部分弱勢居民
台北市大龍峒公營住宅、行天宮公營住宅、敦煌公營住宅相關入住資格規定，社會住宅推動盟表示遺憾在經過先前一連串的抗議行動、議員質詢、及官方正式會議的意見表達後，郝市長仍一意孤行，不願保障弱勢家庭進住公營住宅的機會。住盟認為，台北市當前的公營住宅政策至少有以下兩項不合理之處：一、弱勢家庭租不起的公營住宅。二、限制年齡資格在20至45歲，歧視老人的公營住宅。
社會住宅推動聯盟更認為，公營住宅政策應以「扶助弱勢家庭」為先。理想的公營住宅或社會住宅本應分散於各個社區，而非集中設置，因此，運用聯合開發或都市更新來分回住宅實為可行之模式。但前提是，台北市公營住宅的制度設計應回歸照顧弱勢家庭的本質，住盟提出以下二點具體且極易執行的呼籲：1. 取消年齡上限，甚至應參考香港，保障年長者優先。2. 租金設定以「可負擔」為原則，設算不同等級的租金。住盟呼籲台北市政府儘速邀集相關領域的專家學者及實務工作者，召開密集的專家座談會議，來積極修改公營住宅出租辦法，並明訂合理的弱勢入住保障比例，莫再將公共資源投注在「貴族式」的公營住宅之上。
台北市政府公布首波社會住宅之10%弱勢保障對象，僅包含低收入戶、育有未成年子女3人、身心障礙者、65歲以上老人、原住民等5類。然住宅法第4條所列之「具特殊情形或身分者」共計12類，其中，特殊境遇家庭、離院青少年、受家暴或性侵者、愛滋病患者、遊民及災民等弱勢群體均未在台北市政府社會住宅優先保障之列。據聞刻意區分的作法是為爭取社會住宅基地周邊反對者的支持，因此由都發局簽請台北市長郝龍斌政策決議，訂出排除條款，但民間團體認為排除某些弱勢群體之作法是政府假民意要求之名，領頭進行「居住歧視」之實。
現代婦女基金會副執行長林美薰表示，每年全台有超過十萬名受暴婦女，帶孩子在外流浪，北市府以社會局提供短暫庇護的平安居為由，就將社會住宅排除在外，甚至對受暴婦女訂定超高門檻，指稱符合低收、育有三名子女也可申請，最後將逼使經濟困難者重回受暴家庭。社會住宅推動聯盟副召集人呂秉怡也說，目前中央到地方的社會住宅政策，心中都只有「選票青年」，「沒有弱勢」造成資源錯置，真正最需要的族群卻無法被照顧到。

### 「社會住宅短期推動方案」後續爭議
2011年行政院核定「社會住宅短期推動方案」，選定台北市五處公有地，採中央提供土地，地方政府興辦的方式，興建社會住宅。但有學者質疑「社會住宅短期實施方案」在規劃過程缺乏社會局介入參與，在缺乏社福機制的配套下，未考量可能入住者的需求，所規劃的社會住宅與過去的國宅差異不大。2013年中和的「青年社會住宅」率先舉行動工典禮，但卻遭社會住宅推動聯盟批評效果有限，是「假社會住宅」，原因在於該案多數是以市價出租，對於青年租屋者沒有幫助，而其中勉強符合社會住宅原則者，為以市價8折出租的比例，以樓地板面積換算，有21%。

### 2010年台北市「小帝寶社會住宅」爭議
台北市政府計畫在仁愛路帝寶附近的空總基地，規劃為公營住宅，引起附近住戶抗議。台北市長郝龍斌解釋說他反對把社會住宅「標籤化」，以往大家都認為國民住宅就是「低品質、廉價與偏遠」的代名詞，他覺得必須要改變大家這種刻板印象，社會住宅也可以是居住品質高的社區。但卻引發帝寶周邊住戶則表達抗議，時任大安區市議員參選人林慶隆則認為，社會住宅可以蓋在其他地方，如文山區軍法局的土地，為何要蓋在帝寶旁？
而時任財政部長李述德則認為，土地的利用應該從整體的經濟效益去做整體考量，有些社會住宅，弄成一區一區，幾千戶集中在一起，某種程度上也不是正常的做法，會有「標籤化」的問題 ；社會住宅推動聯盟發言人呂秉怡擔心表示，量體太大可能招致「貧民窟」的負面標籤；市民的基本需求是「安居」而非豪宅，社會住宅應分區規畫，以不同租金定價滿足不同承租者需求，而非強調社會弱勢也能與豪門做鄰居，不只喪失土地經濟效益，相對於數十萬無殼蝸牛的需求，也不過是解決了九牛一毛的問題而已。